# Люблинская уния
Лю́блинская у́ния (пол. Unia lubelska, лит. Liublino unija) — государственный союз (уния) между Королевством Польским и Великим княжеством Литовским, положивший начало федеративному государству, известному как Речь Посполитая.
Сейм в Люблине начался в январе 1569 года и продолжался с перерывами до августа из-за борьбы польской шляхты за доминирование, вельмож ВКЛ — за сохранение самостоятельности. Акт унии был заключён 28 июня 1569 года и 1 июля того же года утверждён раздельно польскими и депутатами ВКЛ на общем сейме в Люблине. 4 июля уния была ратифицирована королём польским и великим князем литовским Сигизмундом II Августом.
Заключение унии объясняется необходимостью укрепления позиций Великого княжества Литовского, стоявшего на грани военной и политической катастрофы в Ливонской войне и воспринимавшего унию как вынужденную меру, вызванную главным образом «московской угрозой». Под прямое управление Короны Польской по условиям Люблинской унии были переданы обширные территории Литовской Руси — Подляшье, Волынь, Подолье и Среднее Поднепровье, ранее принадлежавшие Великому княжеству Литовскому. Ввиду значительно более высокого потенциала Польши Люблинская уния означала фактическое поглощение ВКЛ как государства Польшей, а также начало процесса полонизации шляхты ВКЛ.

## Предпосылки Унии
До подписания Люблинской унии велось множество дискуссий об окончательном объединении Литвы и Польши и закреплении действий всех предыдущих уний. Главной оппозиционной силой были литовские магнаты, опасавшиеся утраты множества полномочий и прав, а также полного растворения в польской шляхте, без получения высоких постов в новом государстве. Однако Литва продолжала испытывать нажим со стороны Русского государства, а к середине XVI века угроза полного поражения в войне с ним и дальнейшего включения Литвы в его состав стала реальностью. Польская шляхта не торопилась оказывать военную или какую-то другую помощь Литве, не получая ничего взамен. К 1560-м годам польская и литовская знать наконец пришли к взаимопониманию и решили планировать военные кампании сообща.
Реальной мотивацией короля Сигизмунда II было опасение польско-католической партии, что Литва, с прекращением в лице Сигизмунда-Августа литовско-польской династии Ягеллонов, отделится от Польши. В отличие от всех предыдущих уний, Люблинская уния заранее планировалась как конституционное объединение Польши и Литвы под властью одного выборного короля.
В 1564 году Станислав Ореховский написал сочинение полемической направленности «Пирамида», которое получило распространение на Сейме 1564 г. В сочинении рассматривались вопросы про соединение Княжества и Короны, Станислав Ореховский высказал собственный взгляд на решение этой непростой задачи. Автор «Пирамиды» отстаивал тезис о том, что Великое Княжество Литовское должно полностью войти в состав Польши. Он разработал провокационный тезис «свободного королевства и несвободного княжества», в основу которого легло реальное состояние гражданского общества двух государств. В Польском Королевстве существовала гражданское равноправие всех жителей, которые юридически являлись народом, таким образом принадлежали к дворянскому сословию и имели право активного участия в общественной жизни. В Великом Княжестве такое равноправие отсутствовало. Согласно убеждению С. Ореховского, «все княжества — противная вещь, они не соответствуют человеческой природе и проклятые Богом», так как там господствуют неволя, деспотия и самоуправство хозяев, которые могут наказать, растлить и даже уничтожить своих подданных ради всяческих капризов и не понести за это никакого наказания. Жители княжеств, согласно словам С.Ореховского, — нищие; они живут в вечной бедности, нужде, находясь в полной зависимости от хозяев. И только в Королевстве человек получает настоящую свободу и счастье. «Тот, кто не живёт в королевстве — не принадлежит к свободным людям. Он не дворянин, он не имеет никаких прав и вечно живёт в несчастье и нищете… Каждый человек в княжестве — это только тень человека, а не настоящий человек». Ни один литвин, подчёркивал С. Ореховский, не является свободным, каждый от кого-то зависит, а господствует над всеми великий князь, который от рождения хозяин над всеми. Поэтому «когда видим людей из Великого Княжества Литовского — видим невольников». Никто из уроженцев Княжества, даже знатных и богатых, не может сравниться по своим правам со свободными поляками.
Станислав Ореховский в своём сочинении всегда приводил примеры из истории Королевства Польского и Великого Княжества Литовского. Эти примеры должны были подтвердить его теорию и, главное, склонить литвинов к безусловному вхождению в состав Польши. Автор «Пирамиды» употребил все своё литературное мастерство, чтобы убедить литвинов, что для них уния с Короной на любых условиях — единственное средство спасения и выхода из гражданской неволи. «А захочет Литва из той прирождённой неволи выйти, пусть тщательно бдит о союзе с Польским Королевством, настойчиво просит про это великого князя, своего наследного господина, и польского короля».
Ореховский высказался и о механизме включения Великого Княжества Литовского в состав Польши. По его мнению, великий князь, как полноценный господин государства, должен своей волей, без всякого обсуждения с народом, присоединить Княжество к Польскому Королевству, «чтобы Литва обрела свободу и стала с Польшей единым телом, единым сердцем, единой душой». При этом он считал недопустимым сохранение в Княжестве прежних порядков, в первую очередь отдельных государственных институтов и отдельного законодательства. «Хорошо сочетаются ветер с водой, так оба влажные, — писал С. Ореховский. — Однако никак не сочетаются вода с огнём, так как ничего не имеют общего: вода — влажная и мокрая, огонь — сухой и тёплый. Поэтому и не могут быть вместе. По этой причине и несвободная Литва не может быть соединена со свободной Польшей, когда не будет иметь одинаковой с ей формой правления».
В полемическом сочинении «Разговор поляка с литвином» (1564), авторство которого исследователями приписывается Андрею Волану и Августину Ротундусу, были высказаны совершенно противоположные взгляды на Унию. Неожиданно проект унии приобрёл множество сторонников и позволил нейтрализовать русинскую знать на восточнославянских землях, которая всячески сопротивлялась переходу под власть польского короля.

## Сейм в Люблине
10 января 1569 года недалеко от Люблина начал работу польско-литовский сейм, который должен был решить вопрос об унии двух государств, однако переговоры шли очень тяжело и соглашение зимой достигнуто не было. Представители Литвы поставили свои условия: общий сейм для выбора короля на границе Литвы и Польши, коронование короля в Вильно литовской короной, созыв сеймов попеременно в Литве и Польше, назначение на должности в Литве лишь её уроженцев. Эти условия вызвали сильные возражения с польской стороны, и ни одно из них не было принято. Польский проект унии был составлен епископом краковским Ф. Падневским. Его условиями были: избрание и коронование в одной Польше, один вальный сейм, сенат, также монета. В знак протеста против польского давления литовская депутация под руководством Николая Рыжего Радзивилла в ночь на 1 марта тайком покинула Люблин. Более всего депутация опасалась того, что король Сигизмунд может принять единоличное решение.
Давление шляхты, неудачи Литвы в Ливонской войне 1558—1583 и стремление получить военную помощь со стороны Польши в борьбе с Русским царством заставили литовских магнатов пойти на возобновление переговоров. Польский сейм использовал поддержку литовской и украинской шляхты, которая была недовольна господством крупных землевладельцев в княжестве и пыталась получить такие же права, как и польская шляхта, санкционировал акты короля. Опираясь на поддержку польской и волынской шляхты, король Сигизмунд II Август в марте 1569 издал универсал о присоединении Подляского и Волынского воеводств, Подолья и Киева к Польскому королевству. Различные литовские помещики поддерживали разные пути дальнейшего развития ситуации. Одни поддерживали унию с Польшей, другие склонялись к союзу с Русским царством. Король пригрозил отобрать поместья и должности у той знати, которая не присягнёт на верность королю.
Между тем, успех проделанных аннексий побуждал польскую шляхту к дальнейшим действиям. Предлагалось присоединить таким же образом все остальные территории ВКЛ, да и само его название запретить навеки, заменив на «Новую Польшу». На фоне этих событий в Люблин вновь приехали депутаты от Великого княжества, хотя теперь их уже больше заботили вопросы утраты провинций в пользу Польши, нежели сама уния. В долгих спорах о правомерности таких присоединений поляки настаивали на том, что земли эти издавна принадлежали Польше, ссылаясь, например, на кратковременный захват Киева Болеславом Храбрым в XI веке. Впоследствии поляки начали отстаивать ту точку зрения, что вопросы дальнейших аннексий уже решены и обсуждаться не должны. Возражения литовцев отклонялись, так как литвины сами виноваты, что отсутствовали на сейме тогда, когда всё это решалось.
После принятия Универсала, который отобрал у Литвы значительную часть её территории, 5 апреля литовская депутация под руководством Яна Ходкевича вернулась и продолжила переговоры, полностью сменив тактику. Жёсткие требования по отношению к полякам сменились просьбами о восстановлении статуса-кво и возвращения Литве большей части отобранных у неё привилегий. Эти просьбы были отклонены, причём особенно усердно против них выступали послы вновь присоединённого Полесского воеводства, радовавшиеся приобретению «польских вольностей». 24 мая 1569 литовские посланники принесли присягу Короне Польской. Вслед за тем было объявлено о присоединении к Польскому королевству Киевского и Брацлавского воеводств. Под властью Литвы остались только северо-западные русские земли: Берестейщина и Пинщина.
27 июня 1569 года послы выразили согласие на все пункты предложенной с польской стороны унии, прося лишь о смягчении некоторых формулировок. 28 июня была окончательно подписана Люблинская уния. 1 июля 1569 в торжественной обстановке послы Великого княжества Литовского и отдельно депутаты польского сейма подписали акт об унии, ратифицировав её, по сути, с обеих сторон. 4 июля 1569 Уния была дополнительно ратифицирована королём в Люблинском замке. В то же время, некоторые частные вопросы заняли ещё около месяца, причём много споров было из-за распределения должностей, а сейм в итоге завершился лишь 12 августа 1569 года. На нём в последний раз были городские представители (2 от Кракова); здесь же совершилось окончательное распадение сейма на две палаты — сенаторскую и посольскую; посольская или шляхетская демократия, с этого времени выступала с явными претензиями на преобладающее значение в государстве. Уния завершила процесс объединения двух государств, который начался с заключения Кревской унии 1385 года — соглашения о династическом союзе между Литвой и Польшей, по которому литовский великий князь Ягайло, вступив в брак с польской королевой Ядвигой, провозглашался польским королём. До этого условия унии в Крево уточняли и закрепляли Виленско-Радомская уния (1401 год), Городельская уния (1413), Гродненская уния (1432), Краковско-Виленская уния (1499) и Мельницкая уния (1501).

## Условия и последствия унии
Уния в Люблине рассматривается польскими и литовскими историками одновременно как величайшее достижение и величайшая утрата. Наиболее позитивными аспектами, которые выделяют польские историки, было введение католичества и польского языка, слияние всех культур в единую (польскую). Создание Речи Посполитой часто рассматривают как объединение двух частей и так уже созданного союзного государства, то есть, по сути, устранение последних преград на пути создания единой страны, куда более сильной, чем Польша и Литва. Кроме того, было создано государство, которое играло значимую роль на мировой арене в течение последующих 200 лет.
Существует также множество негативных аспектов данной Унии. Сигизмунд II стремился не просто объединить государства, но ещё и провести столь необходимую Польше политическую реформу. В действительности же, Уния не столько укрепила власть монарха (чего и желал Сигизмунд), сколько усилила влияние шляхты, увеличив заодно и её численность. Формирование столь необходимого всем странам в 16 веке абсолютизма с началом действия союза было прекращено. Серьёзно закреплялись полномочия местной власти, что привело к сильному росту коррупции в рамках новообразованной Речи Посполитой. В дополнение ко всему был законодательно закреплён принцип «либерум вето», позволявший сейму принимать какие-то решения только единогласно. Данная норма практически парализовала работу сейма, блокируя принятие практически любых решений. Результатом стала анархия, которая в дальнейшем активно разрушала Речь Посполитую.

### Культурные
- Религиозный вопрос, изначально не имевший остроты, вследствие проходившей реформации привёл к подписанию акта Варшавской конфедерации. Однако она не была подписана католическими епископами, и уже с приходом Сигизмунда Вазы началась активная фаза контрреформации, приведшая к Брестской унии, активному насаждению католичества и польского языка (в особенности на территориях Великого княжества Литовского, отошедших Польше), вводилось преподавание в школах на польском языке. Некоторые территории Русского воеводства Польши и Великого княжества Литовского (например Львов, Вильна, Белосток) были большей частью полонизированы.
- Впрочем, множество литовских феодалов активно сопротивлялись полонизации, пытаясь сохранять собственные язык и культуру. Крестьяне русинских/русских (современных украинских, белорусских и некоторых литовских) земель продолжали исповедовать православное христианство и говорить на западнорусском языке. Официально же западнорусский язык решением сейма был заменён на польский лишь в 1697.
- В 1596 году были оглашены официальные планы по созданию церковной унии, что возбудило большое негодование среди православных людей, не желавших унии. В Бресте был созван церковный собор, на котором присутствовали как униаты, подчинившиеся папе, так и православные, не желавшие унии. Несмотря на сопротивление православных, официально на одном соборе Западно-Русская церковь была объявлена принявшей унию, причём униатами стали почти все её архиереи. Но на другом соборе часть духовенства и миряне отказались повиноваться своим духовным властям и поклялись не отступать от Восточной церкви. Обе стороны предавали одна другую проклятию и вступили в открытую борьбу. Король признал законным постановление униатского собора и потому счёл, что православие перестало существовать в его государстве. Конфликт вскрыл истинные мотивы Унии — насаждение католицизма в православном обществе.
- После объявления православия «вне закона» православные церкви стали подвергать гонениям как ослушников духовного начальства и еретиков. Православные церкви, особенно сельские, не вошедшие в унию, закрывались. На них не смотрели более как на храмы и отдавали их иногда на откуп, для извлечения дохода. Православные были лишены политических прав, рассматривались как «хлопы» (простонародье), и самая вера их именовалась «хлопскою» и вызывала презрительное отношение со стороны высших классов общества.
- Предоставленные своим силам и лишённые покровительства закона, православные люди пытались защищать свою веру. Во главе православных были некоторые вельможи (например, князь К. К. Острожский), а затем — духовенство (во главе которого стоял с 1620 года православный Киевский митрополит, поставленный Иерусалимским патриархом). Главную силу гонимой православной церкви составляли городские братства и крупнейшие монастыри (в том числе Киево-Печерский). Их усилиями были созданы в Киеве и других городах братские школы, из которых выходили образованные защитники православия. Они устной проповедью и изданием книг боролись с унией и католичеством, не давая исчезнуть православию.
- Из ряда школ особенно поднялась и развилась Киевская, основанная братством Киевской Богоявленской церкви (в 1594 году). Киевский православный митрополит Пётр Могила (1596—1646) образовал из этой школы высшее училище по образцу иезуитских коллегий и академий Западной Европы. От его имени и школа получила название «Могилянской академии». Внешняя опасность для веры вызвала в юго-западной Руси оживлённое умственное движение, подняла православную богословскую науку, создала целую литературу в защиту православия. Учёные киевские монахи оказали важные услуги не только своей западной Руси, но и позже (при Алексее Михайловиче) Руси Московской, куда они были приглашены как учителя и просветители.
- Множество польских историков, как, например, Кшиштоф Рак определяют Люблинскую унию как некую предшественницу современного ЕС и Маастрихтских соглашений. Люблинскую унию рассматривают также как аналог Кальмарской унии или акта о союзе, создавшем Великобританию.[14] В то же время есть и противники данных предположений, которые говорят, что в результате Уний появлялись объединения, связанные внутри себя значительно сильнее, нежели ЕС.

### Экономические
- Изменения в законах, которые произошли после Люблинской унии, закреплялись Третьим Литовским уставом 1588 года. Этот кодекс действовал на всей территории Великого княжества Литовского. Согласно ему крестьяне, прожившие на земле феодала более 10 лет, становились крепостными. Крестьянство утрачивало права на землю, была увеличена барщина (в XVI веке на Волыни достигала трёх дней в неделю). Был ограничен переход от одного владельца к другому. Феодалы получили право розыска и возвращения крестьян-беглецов в течение 20 лет. Третий Литовский статут окончательно закрепостил крестьян. Введение новых польских порядков, ударяя по сельскому населению, серьёзно улучшало положение городского населения[15].
- Закрепощение крестьян сделало их настолько же бесправными (как в экономическом так и в политическом плане), какими были крестьяне в Русском царстве того же времени. Жаловаться же на несправедливость нового положения было некому. Крестьянин находился в юрисдикции шляхтича, который не только его судил, но и мог накладывать наказания до смертной казни включительно. Ещё в 1518 году король, под давлением магнатов и шляхты, официально отказался от своего права рассматривать жалобы крестьян на своих шляхтичей.[16]
- Новые полученные земли часто передавались польским шляхтичам, которые переселялись на восток. Вслед за магнатами и шляхтой переселялись на восток евреи в качестве арендаторов, торговцев и посредников, без которых не могла обходиться шляхта того времени. В итоге начиналась массовое оживление торговых отношений на присоединённых землях, хотя оно изначально завязывалось на шляхту, не развиваясь самостоятельно.
- Желая извлечь побольше дохода из своих владений, новые владельцы начали изощряться в накладывании и во взыскании с крестьян всяких налогов и поборов, как в деньгах так и в натуре и в бесплатном принудительном труде. Были введены налоги от «дыма», то есть от жилья, «десятина» на церковь, особый налог на содержание польского войска. Население принуждали строить мельницы и шинки (кабаки), которые обычно сдавались в аренду евреям, а крестьянам запрещалось молоть зерно или производить водку дома, заставляя их пользоваться этими мельницами и шинками.[15]
- Зерно, яйца, птица, скот, воск, и мёд, пойманная рыба, сотканное полотно — всё облагалось налогом в пользу владельца земли и крестьянин должен был известную часть доставлять владельцу или арендатopy. Часть эта имела тенденцию к возрастанию так как и владелец и арендатор старались получить максимум доходов.[15]
- Кроме того на присоединённых к короне землях вводился принудительный труд, — барщина, уже введённая задолго до этого в Польше и Галиции. Сначала она ограничивалась одним днём в неделю, но вскоре количество дней барщины начало быстро расти и доходить до 200 дней в году и больше, постепенно превращая крестьянина в полного и совершенно бесправного раба. Всего на каждого крестьянина приходилось около 20 гектаров земли, с которой он не мог даже переселиться.[15]
- Благодаря ускоренному росту городов, и быстрому увеличению экспорта сельскохозяйственных и лесных продуктов в западную Европу начался быстрый рост внутреннего рынка. За границу, на запад, шли хлеб, скот, сало, смола, дёготь, поташ и другие продукты. Ввозились сукна и предметы ширпотреба. Сохранились данные, что в 1560-м году прошло только в Данциг для экспорта 1,2 миллионов пудов хлеба, а в 1579 году уже 2 миллиона. Только через Перемышль в 1560-х годах прогонялось ежегодно по 20 000 волов, не считая лошадей и другого скота. Росли также и торговые обороты в городах и на ежегодных ярмарках, куда приезжали купцы и из-за границы: из Москвы, Турции и из Западной Европы.[15]
- Конъюнктура при продаже продуктов сельского хозяйства вызвала на них повышенный спрос и стремление производителей выбросить на рынок возможно большее их количество. Это и привело к созданию так называемых «фольварков» — хозяйств в которых на землях владельцев работали в порядке принудительном (барщина, панщина) крестьяне, а весь продукт их труда — поступал к землевладельцу или арендатору.[15]
- С ростом спроса на с/х продукты и расширением запашек на фольварках росла и потребность в рабочей силе, которая, в свою очередь, вызывала повышение количества дней барщины и ухудшение положения крестьянства и их хозяйств. Барщина в то же время не освобождала крестьян от прежних денежных и натуральных повинностей.[15]
- Была проведена денежная реформа и введена единая валюта на всей территории нового государства — Злотый Речи Посполитой. Был также установлен жёсткий обменный курс: 1 злотый приравнивался к 30 грошам. Несмотря на инфляцию XVII века, лишь после 2-го раздела Польши в 1792 году злотый девальвировали и установили курс 4 гроша за злотый.[15]
- Таможенные границы между Польшей и Литвой ликвидировались.[15]
- Отменялась пошлина на вывоз за границу сельскохозяйственных продуктов из имений духовенства и лиц дворянского сословия.[15]
- За Литвой сохранялась ограниченная государственность в виде собственного права и суда, администрации, войска, казны и государственного языка.[15]
- Дальнейшее усиление низших и средних слоёв шляхты, а также проведение политических реформ практически не распространялось на литовские земли Речи Посполитой, кроме земель, перешедших от Литвы Польше. Как таковые, права польской шляхты так и не стали распространяться на литовскую шляхту. В Литве доминировали магнаты — князья и паны.[15]
- Несмотря на вышеперечисленные важные реформы, объединённая шляхта Речи Посполитой, приумножившая своё богатство, стала мощнейшим тормозом для развития польской экономики. Шляхта просто не видела смысла развивать какие-то новые производства, заниматься исследованием новых наук, разработкой новых технологий. Последствия были очень негативными:

- С одной стороны это привело к быстрому ослаблению и упадку достаточно развитого и древнего польского высшего образования (уменьшалось число профессуры и студентов даже знаменитого Краковского университета)
- С другой стороны до момента раздела Речи Посполитой, она так и оставалась аграрной страной, практически полностью не имея промышленности.
- Дополнительно разрушал слабую польскую экономику волюнтаристский курс злотого, делавший всю польскую продукцию (хотя и сельскохозяйственную) непомерно дорогой внутри страны, что создавало дефицит бюджета и разоряло саму Речь Посполитую. (Но это снижало экспорт и защищало от голода, так как было выгодно продавать хлеб внутри страны). После второго раздела Польши злотый девальвировали сразу в 7,5 раз, что обнажило реальную инфляцию за прошедшие 200 лет.

### Географические
- В результате Унии было создано крупнейшее государство Европы, после Русского царства и Османской Империи (которая находилась большей частью в Азии). Данное объединение давало шанс победить в войне с Русским царством.[17]
- В рамках Унии Литве пришлось окончательно согласиться с потерей Подляшья, Волыни, Подолья и Киевского воеводства и официального включения их в состав Польской Короны.[15]
- Земли современной Украины в составе Речи Посполитой объединялись в 6 воеводств: Подольское, Брацлавское, Белзское, Русское (с центром во Львове), Волынское (с центром в Луцке) и Киевское воеводства. Великое княжество Литовское оставило себе белорусские земли и заселённое полещуками Брестское воеводство. Границы земель современной Украины, которые отошли к Короне, были проведены по линии Каменец-Подольск — Умань — Днепр (с запада на восток); на востоке — Новгород-Северский, Стародуб, Глухов, Гадяч, Полтава (несколько восточнее), на севере — несколько южнее Припяти. С 1618 года к Речи Посполитой (а именно к Короне) присоединилось ещё Черниговское воеводство, образовавшееся на землях, отторгнутых от России по условиям Деулиновского перемирия. Воеводства делились на уезды (староства). Для Волынского, Брацлавского и Киевского воеводств было сохранено действие Литовских статутов.[15]
- Воеводства возглавляли назначенные правительством воеводы, которым принадлежала вся местная власть. Они руководили шляхетским ополчением, председательствовали на местных сеймах и следили за деятельностью благородных земских судов. Воеводства делились на уезды (земли). Их возглавляли старосты и каштеляны (коменданты крепостей).[15]
- Присвоение вышеуказанных территорий усилило в Польше рост великодержавных иллюзий, которые придавали внутренней политике немало волюнтаризма. Господствующим верхам Польши казалось, что их планам теперь ничто не помешает, так как главные их оппоненты внутри княжества сломлены и подавлены, а само княжество обречено рано или поздно на ликвидацию. Шляхта не осознавала, что подрыв сил теперь уже союзного государства вёл не к усилению а к ослаблению Польши, а разгул польского шовинизма — к усилению национальной борьбы со стороны украинцев, мазуров, кашубов и особенно литвинов и жемайтов, среди шляхты и магнатов которых было много протестантов (в середине 17 века была даже сделана попытка разрыва Унии), что в итоге и стало одной из причин распада польского феодального государства.[15]

### Военные
- Объединение Польши и Литвы имело основу противостояния России, но ощутимых результатов не принесло.
- Согласно Унии, Польша и Литва имели различные армии, однако объединяли силы защиты обоих государств в единые вооружённые силы Речи Посполитой.

### Политические
- Согласно положениям Унии оба государства имели одного государя, которого каждый раз должны были избирать сообща (наследственного преемства власти не было). У них был общий сейм, состоявший из светской знати, католического духовенства и шляхты обоих государств. Был общий сенат («паны рада»), который ведал общие внутренние дела и политику Речи Посполитой. Но в каждом из государств оставались свои особые законы, свои особые чиновники. В Польше действовали свои сборники законов (например, «статуты и привилеи», собранные Яном Гербуртом), а в Литве — свой «Литовский статут». В Польше и Литве оставались собственные: гетман (начальник войска), канцлер (государственный секретарь), подскарбий земский (министр финансов), воеводы (начальники области) и другие, менее важные чины
- Хоть уния и декларировала официальное равенство Польши и Литвы, практически сразу соотношение польских и литовских представителей в сейме Речи Посполитой установилось на уровне 3:1. Результатом стала фактическая дискриминация литовского и русинского (русского) населения, при том, что Литва в составе Речи Посполитой имела бо́льшую территорию нежели Польша.[10] Так, в сейме заседало 114 польских представителей и только 48 литовских. В то же время в Сенате против 113 поляков было лишь 27 литовцев. В то же время и в Польше и в Литве шляхта, составляя господствующее сословие, собиралась на сеймы областные (поветовые) и государственные и избирала своих предводителей и представителей — маршалков. Под их председательством действовали высшие шляхетские суды — трибуналы (Коронный и Литовский).
- В социальной структуре произошло формальное уравнивание панов-магнатов (Украина, Беларусь), литовской знати и шляхты.[15]
- Наиболее важным и полезным изменением в политическом и правовом плане стал запрет на занятие одновременно нескольких государственных должностей одним лицом. Кроме того запрещено было не только занятие чиновничьих и правительственных постов, но и совмещение данных постов с судебной деятельностью. По сути создавался институт независимых судей, отделённых от государства, хотя это было только самое начало формирования данного института.[15]
- В тексте указывалось, что хотя особое возведение на княжение великого князя литовского должно быть отменено, но титул и должность Великого князя остаются.[15]
- Был окончательно закреплён строй шляхетской «золотой вольницы». Законодательно его, правда, закрепил только избранный после Сигизмунда Августа королём Генрих Валуа подписав т. н. «Генриковы артикулы».[15]
- Шляхта избирала теперь единого короля Речи Посполитой, хотя процедура оставалась такой же, как и ранее, и проводилась в Вавельском соборе, в Кракове.[15]
- Возросшее богатство польской шляхты ещё сильнее препятствовало формированию крепкой государственной власти. По сути децентрализация Речи Посполитой началась раньше централизации, что разваливало непрочное государство с сильными сепаратистскими устремлениями.[15]
- Речь Посполитая теперь продолжала внешнюю политику Польши, которая не слишком отвечала интересам Литвы в составе Речи Посполитой.

## Правопреемственность
Действие Люблинской унии и объединения Польши и Литвы формально прекратила Конституция 3 мая 1791 года, закрепившая преобразование Речи Посполитой из федеративного государства в унитарное, однако Конституция была отменена на Гродненском сейме осенью 1793 года. В то же время отмена конституции почти не повлияла на федеративное устройство Речи Посполитой, так как в 1795 году она была разделена и прекратила своё существование как независимое государство.
Современная Польша считает себя официальным наследником и государством-преемником Унии и Речи Посполитой (в конституции Польши она именуется Третьей Речью Посполитой), но в то же время сама Уния подаётся преимущественно в негативном свете. То же самое подчёркивают и литовские историки, указывая на то, что Уния была не союзом, а объединением Польши и Литвы под властью Польши.

## Отражение в искусстве
- Картина «Люблинская уния» (1869) художника Яна Матейко, где зафиксирован акт присяги данной унии.[19]